# Wężymord

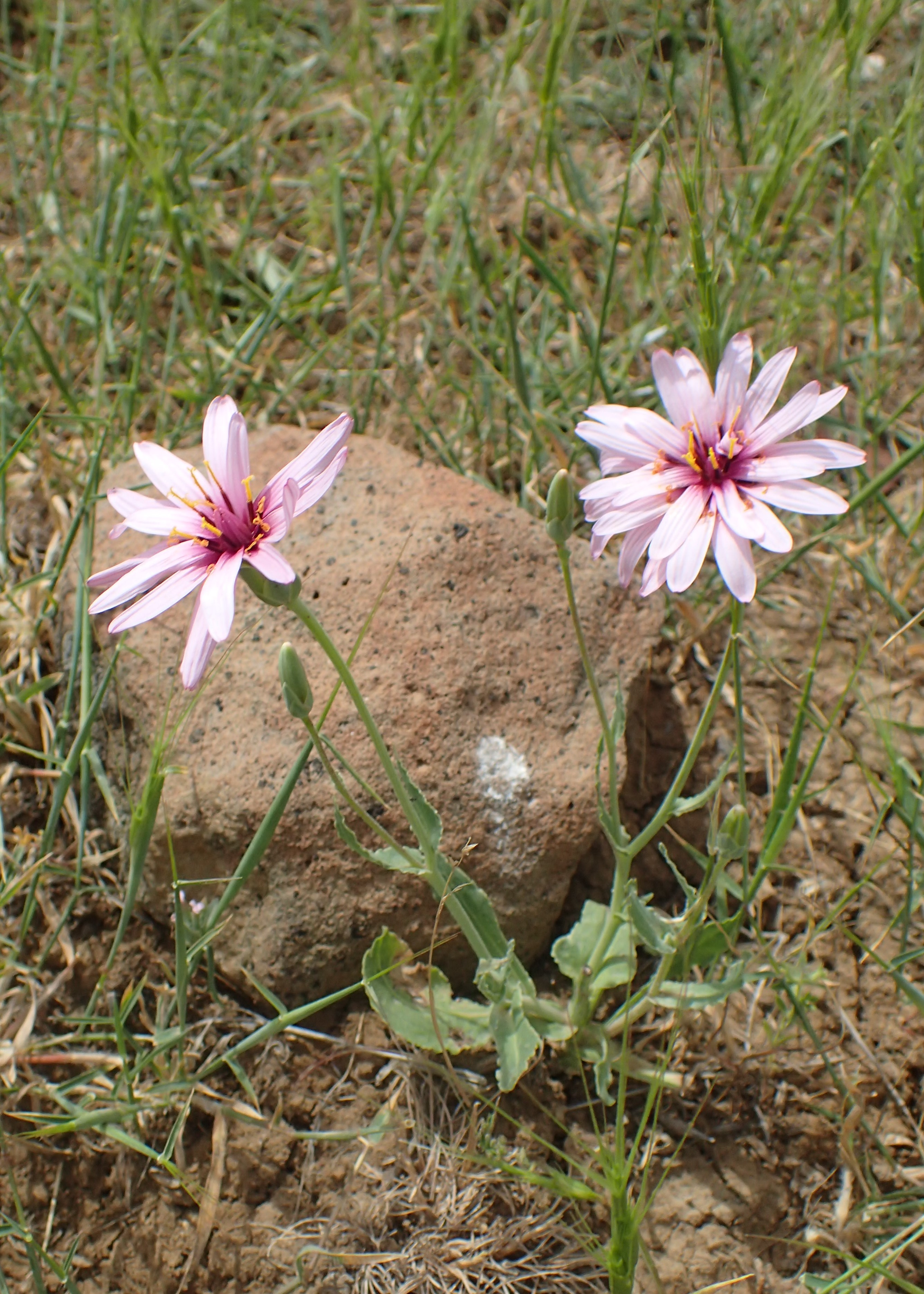
Scorzonera papposa

Wężymord (Scorzonera L.) – rodzaj roślin z rodziny astrowatych. Obejmuje w różnych ujęciach 105 do 180 gatunków. Zasięg rodzaju obejmuje północną Afrykę, Europę (bez Irlandii i Islandii) oraz Azję (bez krajów tropikalnego południa). W Polsce rosną jako gatunki rodzime: wężymord górski S. rosea, wężymord niski S. humilis i wężymord stepowy S. purpurea, a jako rośliny przejściowo dziczejące: wężymord siwy S. cana oraz zaliczany tu w części ujęć systematycznych trzonczak pierzasty S. laciniata.

## Systematyka
Pozycja systematyczna
Rodzaj z podplemienia Scorzonerinae, plemienia Cichorieae z podrodziny Cichorioideae z rodziny astrowatych Asteraceae. Podplemię i większość zaliczanych doń rodzajów ma potwierdzony monofiletyzm, jednak rodzaj Scorzonera jest polifiletyczny, z gatunkami należącymi do różnych kladów wspólnie z innymi rodzajami (Tourneuxia, Lasiospora, Takhtajaniantha i Podospermum). W niektórych ujęciach w efekcie część z ww. rodzajów jest tu włączana.
Wykaz gatunków
- Scorzonera acanthoclada Franch.
- Scorzonera adilii A.Duran
- Scorzonera alaica Lipsch.
- Scorzonera alba R.R.Stewart
- Scorzonera albertoregelia C.Winkl.
- Scorzonera albicaulis Bunge
- Scorzonera alpigena (K.Koch) Grossh.
- Scorzonera amasiana Hausskn. & Bornm.
- Scorzonera angustifolia L.
- Scorzonera aniana N.Kilian
- Scorzonera argyrea Boiss.
- Scorzonera aristata Ramond ex DC.
- Scorzonera armeniaca (Boiss. & A.Huet) Boiss.
- Scorzonera bicolor Freyn & Sint.
- Scorzonera boissieri Lipsch.
- Scorzonera bracteosa C.Winkl.
- Scorzonera bungei Krasch. & Lipsch.
- Scorzonera bupleurifolia Pouzolz ex Timb.-Lagr. & Jeanb.
- Scorzonera calcitrapifolia Vahl
- Scorzonera cana (C.A.Mey.) Hoffm.
- Scorzonera charadzae Papava
- Scorzonera coriacea A.Duran & Aksoy
- Scorzonera crassicaulis Rech.f.
- Scorzonera curvata (Popl.) Lipsch.
- Scorzonera dianthoides (Lipsch. & Krasch.) Lipsch.
- Scorzonera drarii V.Tackh.
- Scorzonera ekimii A.Duran
- Scorzonera ferganica Krasch.
- Scorzonera fistulosa Brot.
- Scorzonera flaccida Rech.f.
- Scorzonera franchetii Lipsch.
- Scorzonera gageoides Boiss.
- Scorzonera glabra Rupr.
- Scorzonera gokcheoglui Ünal & Göktürk
- Scorzonera gorovanica Nazarova
- Scorzonera grigoraschvilii (Sosn.) Lipsch.
- Scorzonera grossheimii Lipsch. & Vassilcz.
- Scorzonera grubovii Lipsch.
- Scorzonera helodes Rech.f.
- Scorzonera hondae Kitam.
- Scorzonera humilis L. – wężymord niski
- Scorzonera idae (Sosn.) Lipsch.
- Scorzonera iliensis Krasch.
- Scorzonera isophylla Post
- Scorzonera ispahanica Boiss.
- Scorzonera joharchii S.R.Safavi
- Scorzonera karabelensis Parolly & N.Kilian
- Scorzonera karkasensis Safavi
- Scorzonera kirpicznikovii Lipsch.
- Scorzonera kozlowskyi Sosn. ex Grossh.
- Scorzonera kurtii Yıld.
- Scorzonera lacera Boiss. & Balansa
- Scorzonera lachnostegia (Woronow) Lipsch.
- Scorzonera laciniata L.
- Scorzonera limnophila Boiss.
- Scorzonera lindbergii Rech.f.
- Scorzonera luntaiensis C.Shih
- Scorzonera mariovoensis Micevski
- Scorzonera meshhedensis (Rech.f.) Rech.f.
- Scorzonera meyeri (K.Koch) Lipsch.
- Scorzonera microcalathia (Rech.f.) Rech.f.
- Scorzonera nivalis Boiss. & Hausskn.
- Scorzonera pacis Güzel, Kayıkçı & S.Yıldız
- Scorzonera pamirica C.Shih
- Scorzonera paradoxa Fisch. & C.A.Mey. ex DC.
- Scorzonera parviflora Jacq.
- Scorzonera persepolitana Boiss.
- Scorzonera persica Boiss. & Buhse
- Scorzonera petrovii Lipsch.
- Scorzonera pratorum (Krasch.) Stankov
- Scorzonera pulchra Lomak.
- Scorzonera purpurea L. – wężymord stepowy
- Scorzonera racemosa Franch.
- Scorzonera radiata Fisch. ex Ledeb.
- Scorzonera radicosa Boiss.
- Scorzonera renzii Rech.f.
- Scorzonera rosea Waldst. & Kit. – wężymord górski
- Scorzonera rupicola Hausskn.
- Scorzonera safievii Grossh.
- Scorzonera schischkinii Lipsch. & Vassilcz.
- Scorzonera schweinfurthii Boiss.
- Scorzonera scopariiformis Lipsch.
- Scorzonera scyria M.A.Gust. & Snogerup
- Scorzonera sericeolanata (Bunge) Krasch. & Lipsch.
- Scorzonera serpentinica Rech.f.
- Scorzonera sinensis (Lipsch. & Krasch.) Nakai
- Scorzonera songorica (Kar. & Kir.) Lipsch. & Vassilcz.
- Scorzonera subaphylla Boiss.
- Scorzonera sublanata Lipsch.
- Scorzonera tadshikorum Krasch. & Lipsch.
- Scorzonera tragopogonoides Regel & Schmalh.
- Scorzonera transiliensis Popov
- Scorzonera tuberculata J.Thiébaut
- Scorzonera tunicata Rech.f. & Köie
- Scorzonera turkestanica Franch.
- Scorzonera tuzgoluensis A.Duran, B.Doğan & Makbul
- Scorzonera vavilovii Kult.
- Scorzonera veratrifolia Fenzl
- Scorzonera verrucosa Boiss.
- Scorzonera virgata DC.
- Scorzonera wendelboi Rech.f.
- Scorzonera xylobasis Rech.f.
- Scorzonera yemensis Podlech
- Scorzonera yildirimlii A.Duran & Hamzaoğlu
- Scorzonera zorkunensis Coșkunç. & Makbul